# Vrången (Västrums socken, Småland)
Vrången är en sjö i Västerviks kommun i Småland och ingår i Botorpsströmmen-Marströmmens kustområde. Sjön har en area på 0,417 kvadratkilometer och ligger 28,5 meter över havet.

## Delavrinningsområde
Vrången ingår i det delavrinningsområde (638714-154151) som SMHI kallar för Mynnar i havet. Medelhöjden är 42 meter över havet och ytan är 37,21 kvadratkilometer. Det finns inga avrinningsområden uppströms utan avrinningsområdet är högsta punkten. Avrinningsområdets utflöde Riskeboån mynnar i havet. Avrinningsområdet består mestadels av skog (82 %). Avrinningsområdet har 1,29 kvadratkilometer vattenytor vilket ger det en sjöprocent på 3,5 %.